# Quest'anno
Quest'anno è un singolo del cantautore italiano Frah Quintale, pubblicato il 15 marzo 2019.
Il singolo segna un momentaneo ritorno di Frah Quintale al genere hip hop, e ha la particolarità di essere stato distribuito nelle piattaforme digitali e streaming solamente per 24 ore.

## Tracce
1. Quest'anno – 2:48